# زلزال الحدود الإيرانية العراقية تشرين الثاني 2018
زلزال الحدود الإيرانية العراقية هو زلزال ضرب شمال العراق وغرب إيران وعلى بعد 114 كيلومترا شمال غربي مدينة عيلام القريبة من المنطقة الحدودية بين العراق وإيران مساء يوم الأحد 25 تشرين الثاني/نوفمبر 2018، بقوة وصلت إلى 6.3 درجة على مقياس درجة العزم أدت إلى مقتل شخص واحد في إيران وإصابة أكثر من 761 بجروح. وقالت هيئة المسح الجيولوجي، إن زلزالاً بلغت قوته 6.3 درجة وقع شمال العراق وغرب إيران، بينما وصل أثر الزلزال على شكل هزات أرضية إلى عدة مدن عراقية منها أربيل ودهوك والسليمانية وخانقين وديالى، وشعر الناس بهِ في العراق في العاصمة بغداد وبقية المحافظات العراقية، وبحسب تصريح من هيئة الزلازل ومسؤول في هيئة الرصد الزلزالي إن قوة الهزة الأرضية وصلت إلى 6 درجات على مقياس درجة العزم ومركزها إيران، ثم أعقبها تسعة هزات ارتدادية في نفس الموقع تتراوح قوتها ما بين 3.5 درجة و5.3 درجة على مقياس العزم.
وذكر المرصد الأميركي للزلازل، إن قوة الزلزال قد بلغت 6.3 درجة على مقياس درجة العزم، ويقع مركز الزلزال في محافظة عيلام الإيرانية قرب حدود العراق، ووصلت آثاره إلى العاصمة بغداد وعدد من المحافظات العراقية ودولة الكويت.

## الأضرار والخسائر
تحطم بعض المباني ومقتل شخصين في إيران وإصابة أكثر من 761 شخصا بجروح. أما في العراق فقد تحطمت بعض المنازل وجرح ما لا يقل عن 50 شخصاً . 